# Магацинске штеточине
Магацинске штеточине су глодари, инсекти и биљке и њихови облици (ларве, црви, споре) који једу, заражавају и на друге начине уништавају материјална добра у магацинима.
По подацима свјетске Организације за исхрану и пољопривреду (ФАО) сваке године м. униште око 10% укупне свјетске производње намирница. Све врсте м. се брзо размножавају а могу се подијелити на м. животињског поријекла (глодари, инсекти, мекушци) и биљног поријекла (гљивице, плијесан, бактерије). По врсти нападнутог материјала постоје врсте м. које нападају храну, друге текстил и кожу, треће дрвене предмете и тако даље.

## Глодари
Мишеви и пацови нападају све осим стакла, метала и порцелана. Брзо се размножавају, а један пацов годишње поједе око 37 kg хране. У склониште одвуче 4 пута толико. Сиви пацов преноси и заразе (тифус, паратифус, пјегавац, кугу, бјеснило, жутицу, туларемију, трихинозу).

## Инсекти
Више група инсеката сматрају се магацинским штеточинама — нпр. мрави, мољци, кожоједи, жишци, муве. Од жижака су најштетнији пасуљев (грахов), житни, пиринчани и грашков. Мољци нападају текстил, кукуруз и брашно, као и жито. Кожоједи чине штету гризући предмете од коже. Мрави и муве нападају разне врсте хране.

## Мекушци
Сирћетна јегуљица, подрумски пуж и подрумска ваш оштећују воће и поврће.

## Бактерије
Млијечне, сирћетне, маслачне и бактерије труљења доводе до пропадања хране, посебно млијека, пива, вина, бутера, поготово у топлије годишње доба.

## Сузбијање и заштита од магацинских штеточина
Глодари се уништавају мачкама, псима, мишоловкама, и дератизацијом. Мјере исте укључују тровање и затварање рупа мјешавином сломљеног стакла и и бетонског малтера.
Инсекти се сузбијају примјеном тријера и сепаратора, сушењем, пастеризацијом и загријавањем на високе температуре, и дезинсекцијом инсектицидима.